# Metrodoro de Quio
Metrodoro de Quio (em grego clássico: Μητρόδωρος ὁ Χίος; fl. século IV a.C.) foi um filósofo pré-socrático grego que pertenceu à escola de Demócrito, sendo um importante predecessor de Epicuro.
Metrodoro foi um aluno de Nesso de Quio ou, como algumas fontes indicam, do próprio Demócrito. Diz-se que ensinou Diógenes de Esmirna que, por sua vez, ensinou Anaxarco.
Metrodoro era um completo cético. Aceitou a teoria dos átomos, do vazio e da pluralidade dos mundos de Demócrito, mas tinha uma teoria própria, na qual dizia que as estrelas são formadas no curso do tempo pela humidade do ar sob o calor do Sol. De acordo com Cícero terá dito, "Nós nada sabemos, não, nem mesmo se sabemos ou não", tendo também apoiado a ideia de que todas as coisas são para cada pessoa aquilo que lhe parece ser. Metrodoro é especialmente interessante como professor de Anaxarco, amigo de Pirro e como elemento de ligação entre o atomismo e o posterior céticismo.
É-lhe atribuída a seguinte citação: "Uma só espiga de trigo num grande campo é tão estranha como um mundo único no espaço infinito", Se realmente se trata de uma afirmação de Metrodoro, assinala uma filosofia cosmológica avançada para a sua época.